# Douração

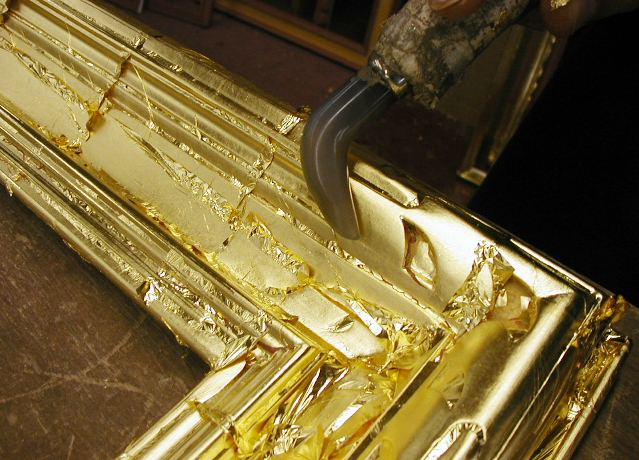
Moldura dourada com uma folha de ouro.

A douração, douramento, douradura ou Folheado a ouro é uma técnica de decoração de superfícies que utiliza uma camada finíssima de ouro. O metal transformado em lâminas muito finas (conhecidas como folhas de ouro) é aplicado aos mais variados tipos de superfícies com adesivos.
As técnicas mais recentes permitem colocar esta finíssima lâmina por meio de eletrólise; ou seja: eletroliticamente colocar uma camada de ouro sobre qualquer superfície, inclusive bases não condutoras de eletricidade, em substituição do tradicional sistema de colagem de folhas sobre o objeto. Um exemplo são as dourações sobre madeiras de altares de igrejas, que são pintadas com uma tinta condutora de eletricidade, à qual se liga um fio (negativo) que sai de seu retificador e a um fio positivo e um algodão na ponta de um ânodo de mão embebido de um gel (ouro 24K) que é espalhado sobre esta tinta condutora. Trata-se de ouro verdadeiro com uma durabilidade superior às finas folhas de ouro coladas.

## Histórico
A técnica era muito utilizada na Europa desde o século XVI, e chega a seu auge durante o período da arte Barroca, no século XVIII. Na época, o Barroco chega ao Brasil coincidindo com o desenvolvimento do Ciclo do Ouro, possibilitando que Igrejas e nobres usassem a técnica em suas construções.
No período da extração do ouro brasileiro, o mesmo era extraído e passava pelas casas de fundição, onde um quinto era retirado como imposto para a Colônia Portuguesa, e o restante permanecia com o minerador. O clero enviava o ouro restante para Portugal, e lá ele era fundido e transformado em lâminas extremamente finas. Quando retornavam ao Brasil, as lâminas eram usadas em altares, por exemplo. Na época a técnica era aplicada em madeira após um longo processo: depois de esculpir o altar, era aplicada uma camada de barro. Depois de seca, aplicava-se uma cola a base de animal, e posteriormente a lâmina de ouro. Ao secar, o aspecto do ouro era enrugado, e os artistas usavam uma pedra de ágata (que é extremamente lisa e afiada) para alisar.

### Atualmente
Atualmente, por conta do desenvolvimento de novos materiais, o processo é um pouco diferente: primeiramente a madeira é coberta com um preparado de gesso e cola de coelho aplicados a quente, esse preparado é aplicado diversas vezes, em sentidos opostos, e a cada nova camada espera-se que a anterior seque e lixa-se para obter uma superfície lisa. Logo em seguida, é aplicado o bollus (massa de coloração avermelhada), uma argila misturada com água ou cola (para garantir o poder adesivo). Essa camada é necessária para delimitar os pontos que receberão o ouro e garantir um aspecto polido.
A terceira etapa envolve o real douramento com a aplicação das lâminas de ouro, geralmente de 22, 23 ou 24 quilates, e que acorre depois de umidificada a camada de bollus. Por conta da delicadeza das lâminas, são usados utensílios específicos como o coxim, a faca e a polonésia. Depois do ouro estar completamente seco, é polido com pedras de ágata para ficar com aspecto brilhante.